# Михановичи (агрогородок)
Михановичи (бел. Мі́ханавічы) — агрогородок в Минском районе Минской области Беларуси. Административный центр Михановичского сельсовета. Расположена железнодорожная станция Михановичи.
В 2023 году Михановичи отметили 150-летие.

## История
Основан 16 сентября 1873 года, когда был введен в эксплуатацию участок Либаво-Роменской железной дороги Минск-Бобруйск. Железнодорожная станция получила своё название от соседней деревни Михановичи. В деревне на берегу Свислочи находилась водокачка, с помощью которой на станции водой заправлялись паровозы. Водокачка деревни Михановичи упоминается в исторической литературе как место проведения ІІ съезда партизан Минского уезда (5 апреля 1920 года) во время Советско-польской войны.
В 1924 году начинает действовать торфопредприятие «Михановичи» (прекратило деятельность в 1964 году). В довоенное время для рабочих торфопредприятия были построены 7 жилых бараков, столовая, магазин. Во время Великой Отечественной войны в одном из этих бараков фашисты удерживали около 100 военнопленных советских солдат, труд которых использовали для добычи торфа. Во время войны местные жители активно участвовали в партизанском движении. Недалеко от станции находится братская могила партизан и воинов Советской армии, погибших в 1941—1944 гг. (из 111 погребенных известны фамилии 43 человек).
В 1974 году недалеко от Михановичей был построен первый компрессорный цех по обслуживанию магистрального газопровода, с этого времени значительная часть населения посёлка работает в Минском управлении магистральных газопроводов. В 1989 году к Михановичам была присоединена соседняя деревня Островы.
В 2009 году посёлок Михановичи преобразован в агрогородок.

## Население

### Численность
- 2022 год — 10 015 человек

### Динамика
- 1926 год — 18 дворов, 66 жителей
- 1997 год — 4 352 жителей
- 1999 год — 4 047 жителей (перепись населения)
- 2009 год — 5 351 жителей (перепись населения)
- 2020 год — 9 736 человек
- 2022 год — 10 015 человек

## Инфраструктура
На территории агрогородка расположены: общеобразовательная средняя школа, три детских дошкольных учреждения, амбулатория, дом фольклора, детская школа искусств, физкультурно-оздоровительный комплекс (ФОК), сельский Дом культуры, центр молодёжи, минская центральная районная библиотека, две аптеки, банк, почта, кафе и магазины.

## Транспорт и дороги
В агрогородке расположена одноименная железнодорожная станция, рядом проходит МКАД-2.
Железнодорожные пути делят агрогородок на две части. Помимо частного сектора в Михановичах есть многоэтажные дома. Слева от Привокзальной улицы — территория военной части с военным городком, который представлен пятиэтажными многоквартирными домами.

## Культура
- Дом культуры
- Музей

## События и мероприятия
- 2023 год — районный фестиваль "Дожинки"
- 2023 год — Михановичи отметили 150-летие

## Достопримечательность
- Воинский мемориал
- Церковь

## Галерея

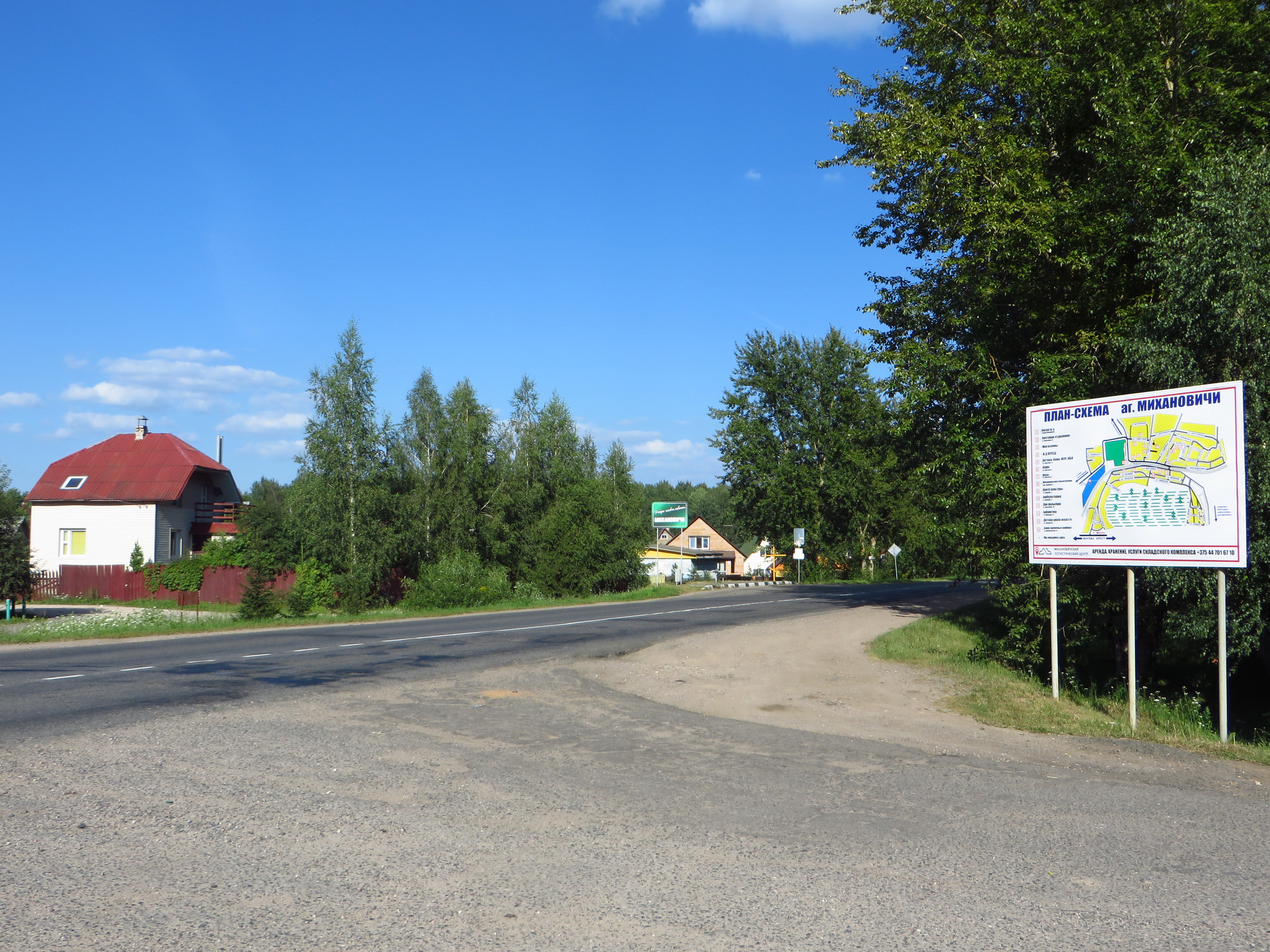
На въезде
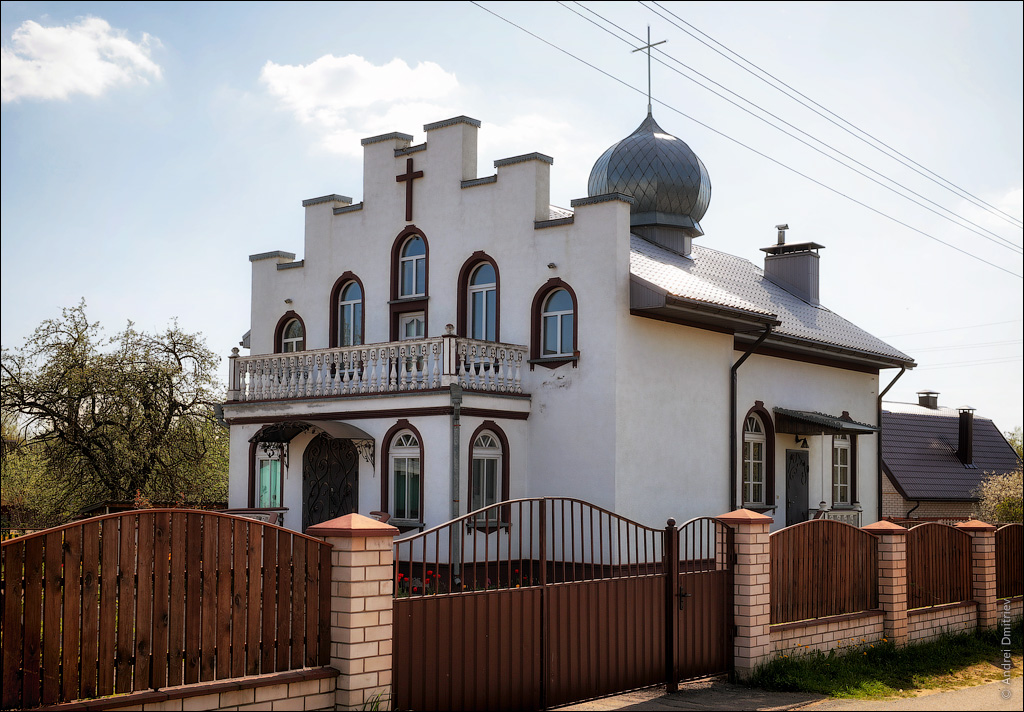
Церковь
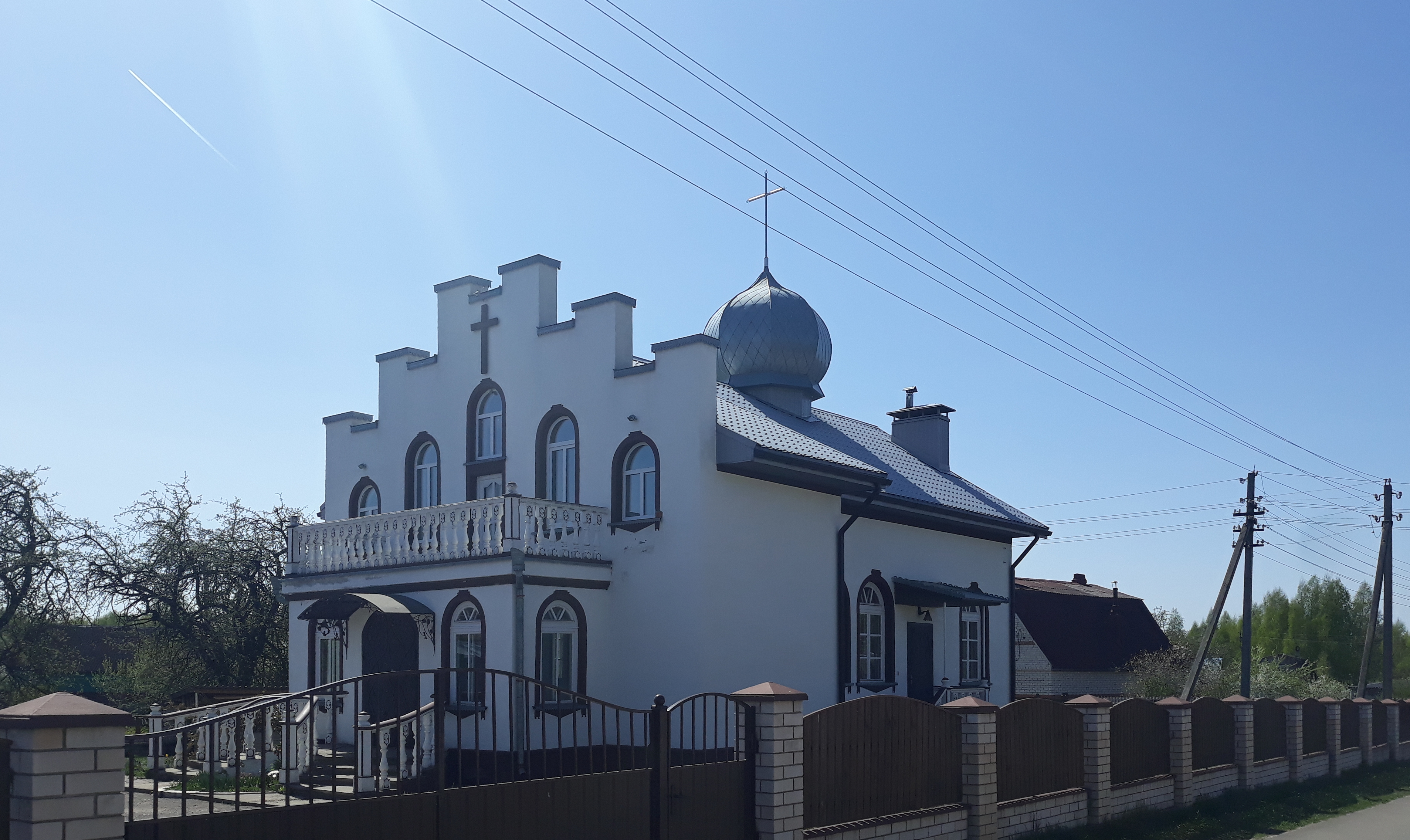
Церковь
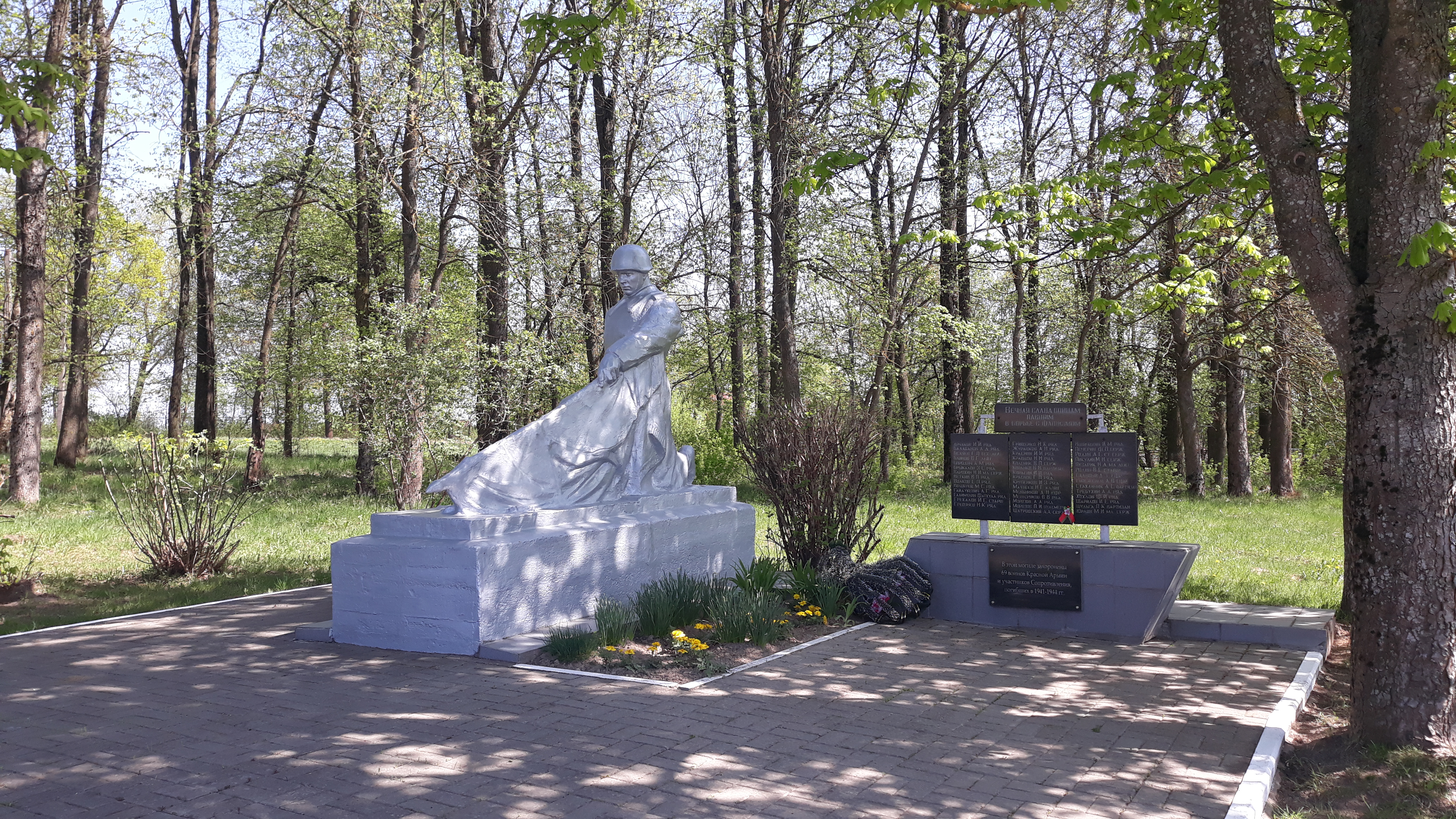
Воинский мемориал